# Rájec-Jestřebí
Rájec-Jestřebí település Csehországban, a Blanskói járásban. Rájec-Jestřebí Žďár, Doubravice nad Svitavou, Černá Hora, Bořitov, Kuničky, Spešov, Ráječko és Petrovice településekkel határos. Lakosainak száma 3732 fő (2024. január 1.).

## Népesség
A település lakosságának változását az alábbi diagram mutatja:
| Lakosok száma | 2032 | 2297 | 3006 | 3300 | 3576 | 3562 | 3674 | 3737 | 3672 | 3732 |
|               | 1869 | 1890 | 1921 | 1950 | 1980 | 2001 | 2017 | 2019 | 2022 | 2024 |